# 鬼塚たくと
鬼塚 たくと（おにづか たくと）は、日本の漫画家。愛知県出身。O型。

## 主な作品

### 連載
- 貧乏姫ですが、何か?（『FlexComixブラッド』、フレックスコミックス）